# Дресвяново (Вологодская область)
Дресвяново — деревня в Бабушкинском районе Вологодской области.
Входит в состав Рослятинского сельского поселения, с точки зрения административно-территориального деления — в Рослятинский сельсовет.
Расстояние по автодороге до районного центра села имени Бабушкина составляет 70 км, до центра муниципального образования Рослятино — 4,5 км. Ближайшие населённые пункты — Кожухово, Андреевское, Красота.
Население по данным переписи 2002 года — 2 человека.